# Liste des partis politiques en Espagne
 (avril 2025).
Si vous disposez d'ouvrages ou d'articles de référence ou si vous connaissez des sites web de qualité traitant du thème abordé ici, merci de compléter l'article en donnant les références utiles à sa vérifiabilité et en les liant à la section « Notes et références ».
 (avril 2025).
Cet article recense les partis politiques de l'Espagne.

## Partis politiques actuels

### Partis actuellement représentés au Parlement
Partis représentés aux Cortes Generales (Congrès des députés et Sénat) lors des élections générales du 10 novembre 2019 :
| Parti ou coalition | Parti ou coalition | Parti ou coalition                                                                                          | Positionnement         | Idéologie                                                          | Chef                   | Résultats (10 novembre 2019) | Résultats (10 novembre 2019) | Résultats (10 novembre 2019) | Statut                     | Partenaires                              |
| Parti ou coalition | Parti ou coalition | Parti ou coalition                                                                                          | Positionnement         | Idéologie                                                          | Chef                   | Votes                        | Sièges au Congrès            | Sièges au Sénat              | Statut                     | Partenaires                              |
| Partis nationaux   | Partis nationaux   | Partis nationaux                                                                                            | Partis nationaux       | Partis nationaux                                                   | Partis nationaux       | Partis nationaux             | Partis nationaux             | Partis nationaux             | Partis nationaux           | Partis nationaux                         |
| ------------------ | ------------------ | --- | ---------------------- | ------------------------------------------------------------------ | ---------------------- | ---------------------------- | ---------------------------- | ---------------------------- | -------------------------- | ---------------------------------------- |
|                    |                    | Parti socialiste ouvrier espagnol (PSOE) Partido Socialista Obrero Español                                  | Centre gauche          | Social-démocratie, Fédéralisme                                     | Pedro Sánchez          | 6 792 199 28,00 %            | 120 / 350                    | 113 / 265                    | Gouvernement               | PSOE (108) PSC (12)                      |
|                    |                    | Parti populaire (PP) Partido Popular                                                                        | Centre droit à droite  | Conservatisme, Démocratie chrétienne                               | Alberto Núñez Feijóo   | 5 047 040 20,81 %            | 88 / 350                     | 97 / 265                     | Opposition                 | PP (87) FORO (1)                         |
|                    |                    | Vox (Vox) Vox                                                                                               | Extrême droite         | National-conservatisme, Populisme de droite, Nationalisme espagnol | Santiago Abascal Conde | 3 656 979 15,08 %            | 52 / 350                     | 3 / 265                      | Opposition                 |                                          |
|                    |                    | Unies, nous pouvons (UP) Unidas Podemos                                                                     | Gauche                 | Républicanisme espagnol, Socialisme démocratique, Antimondialisme  | Yolanda Díaz Pérez     | 3 119 364 12,86 %            | 35 / 350                     | 2 / 265                      | Gouvernement               | Podemos (26) IU (5) CatComú (3) Ind. (1) |
|                    |                    | Citoyens (Cs) Ciudadanos                                                                                    | Centre droit à droite  | Libéralisme, Unionisme espagnol                                    | Inés Arrimadas García  | 1 650 318 6,80 %             | 9 / 350                      | 2 / 265                      | Opposition                 |                                          |
|                    |                    | Plus de pays-Equo (MP-EQUO) Más País-Equo                                                                   | Gauche                 | Écosocialisme, Progressisme                                        | Íñigo Errejón Galván   | 584 306 2,41 %               | 3 / 350                      | 2 / 265                      | Soutien sans participation | MP-Equo (2) Més Compromís (1)            |
| Partis régionaux   |                    | |                        |                                                                    |                        |                              |                              |                              |                            |                                          |
|                    |                    | Gauche républicaine de Catalogne-Souverainistes (ERC-Sob.) Esquerra Republicana de Catalunya - Sobiranistes | Centre gauche à gauche | Indépendantisme catalan, Social-démocratie                         | Oriol Junqueras i Vies | 869,934 votes, 3.61%         | 13 / 350                     | 14 / 265                     | Soutien sans participation |                                          |

- Parti nationaliste basque (EAJ-PNV) : 6 députés et 9 sénateurs
- Ensemble pour la Catalogne (Junts) : 8 députés et 3 sénateurs
- Euskal Herria Bildu (EH Bildu) : 5 députés et 1 sénateur
- Coalition canarienne-Nouvelles Canaries (CCa-NC) : 2 députés et 1 sénateur
- Teruel Existe : 1 député et 2 sénateurs
- Candidature d'unité populaire-Pour la rupture (CUP-PR) : 2 députés
- Navarra Suma (NA+) : 2 députés
- Parti régionaliste de Cantabrie (PRC) : 1 député
- Bloc nationaliste galicien-Nós (BNG-Nós) : 1 député
- Parti aragonais (PAR) : 1 sénateur
- Groupement socialiste gomérien (ASG) : 1 sénateur

### Partis représentés au Parlement européen
Eurodéputés élus lors des élections européennes du 26 mai 2019 :
- PSOE : 20 députés européens[1]
- PP : 12 députés européens
- Cs : 7 députés européens
- UP : 6 députés européens (3 pour Podemos, 2 pour IU et 1 pour l'ICV)
- Vox : 3 députés européens
- Ahora Repúblicas : 3 députés européens (2 pour l'ERC-Sobiranistes et 1 pour EH Bildu)
- Lliures per Europa : 2 députés européens
- CEUS : 1 député européen EAJ-PNV

### Autres partis

#### Partis nationaux
- Action républicaine démocratique espagnole
- Alliance nationale
- Alternativa Española
- España 2000
- Démocratie nationale
- Front espagnol
- Gauche républicaine
- Les Verts
- Mouvement social républicain
- Parti shvarkistaniste du peuple espagnol
- Parti animaliste contre la maltraitance animale
- Parti carliste
- Parti communiste espagnol (reconstitué)
- Parti communiste des peuples d'Espagne
- Parti marxiste-léniniste (Reconstruction communiste)
- Phalange espagnole

#### Partis régionaux
Andalousie
- Gauche unie Les Verts – Appel pour l'Andalousie

Aragon
- Chunta Aragonesista (CHA, allié à Más País)

Asturies
- Bloque por Asturies
- Partíu Asturianista
- Unidá
- Union rénovatrice asturienne

Baléares
- Convergence pour les Îles
- El Pi – Proposta per les Illes
- Entente pour Majorque
- Gent per Formentera
- Més per Mallorca
- Més per Menorca
- Parti socialiste de Majorque
- Union majorquine

Canaries
- Centre nationaliste canarien
- Groupement indépendant d'El Hierro

Castille-et-León
- Izquierda Mirandesa
- Union du peuple léonais

Catalogne
- Gauche unie et alternative (EUiA, lié à IU)
- Parti républicain catalan
- Partit Socialista d'Alliberament Nacional dels Països Catalans (aussi présent aux Baléares et au Pays valencien)
- Reagrupament
- Union démocratique de Catalogne (UDC)

Ceuta et Melilla
- Coalition Caballas (Ceuta)
- Coalition pour Melilla (Coalición por Melilla)[2]
- Mouvement pour la dignité et la citoyenneté (Ceuta)
- Parti Populaires en liberté (Melilla)
- Union démocratique de Ceuta (Unión Democrática de Ceuta)[2]

Estrémadure
- Coalición Extremeña
- Extremadura Unida
- Socialistes indépendants d'Estrémadure

Galice
- Alternative galicienne de gauche (coalition Anova et Esquerda Unida)
- Anova-Fraternité nationaliste
- Bloc nationaliste galicien (BNG)
- Terra Galega
- Union du peuple galicien

Navarre
- Batzarre
- Geroa Bai (coalition de partis basques)
- Nafarroa Bai (coalition de partis basques)
- Izquierda-Ezkerra (coalition IU et Batzarre)

Pays basque
- Batasuna
- Euzko Gaztedi Indarra

Pays valencien
- Coalition valencienne
- Union valencienne

Autres partis régionaux
- Ahora Madrid
- Parti régionaliste de Cantabrie
- Partido Riojano

## Partis politiques disparus
- Amaiur (Coalition basque regroupant notamment Aralar, EA et Alternatiba, 2011-2015)
- Confédération espagnole des droites autonomes
- Convergence et Union (CiU) (coalition de l'UDC et de la CDC, 1978-2015)
- Fuerza Nueva
- Movimiento Nacional
- Parti ouvrier d'unification marxiste
- Parti socialiste unifié de Catalogne
- Union du centre démocratique (coalition)
- Partido Andalucista